# ضخامة التلافيف
ضَخامَة التَّلاَفيف أو ثِخَنُ التَّلاَفيف هي تشوه خلقي في الكرة المخية. ينجم هذا التشوه عن ثخانة غير طبيعية للتلافيف في القشرة المخية. بشكل نموذجي، يعاني الأطفال المصابون من تأخر تطوري مترافق مع النوبات، ويعتمد بدء هذه الأعراض وشدتها على مدى التشوه القشري. يختبر الأطفال المصابون بضخامة التلافيف بشكل شائع التشنجات الطفلية، بالإضافة إلى الصرع المعند.
يعود الأصل الإنجليزي للمصطلح "Pachygyria" إلى الكلمة اليونانية «pachy» التي تعني التلافيف «التحويل السميكة» أو «الثخينة».

## الإمراضية
تنشأ ضخامة التلافيف، جنبًا إلى جنب مع حالتي انعدام تلافيف الدماغ (الدماغ الأملس) وصغر التلافيف [الإنجليزية] (التلافيف الصغيرة المتعددة)، عن شذوذات في هجرة الخلايا. ترتبط هجرة الخلايا الشاذة نموذجيًا مع تطور البنية الخلوية مختلة التنظيم، والفشل في تشكيل الطبقات الست من العصبونات القشرية (من الشائع تطور قشرة مكونة من أربع طبقات) والمشاكل الوظيفية. قد يرتبط التشكل الشاذ للدماغ مع تطور النوبات، والتأخر النمائي والخلل الوظيفي النفسي.
في الحالة الطبيعية، تبدأ خلايا الدماغ في التطور في المنطقة المحيطة بالبطين (المطرس المنتش) لتهاجر لاحقًا من الناحية الإنسية إلى الوحشية مشكلة في النهاية القشرة المخية.

## روابط خارجية
- الوراثة المندلية البشرية عبر الإنترنت (OMIM): 600176